# Saison 2 d'Old Christine
Chronologie
Saison 1 Saison 3
Cet article présente le guide des épisodes de la deuxième saison de la série télévisée américaine Old Christine (The New Adventures of Old Christine).

## Généralités
Tous les épisodes ont été réalisés par Andy Ackerman.

## Distribution

### Acteurs principaux
- Julia Louis-Dreyfus (V. F. : Anne Jolivet) : « Old » Christine Campbell
- Clark Gregg (V. F. : Jean-François Aupied) : Richard Campbell
- Hamish Linklater (V. F. : Guillaume Lebon) : Matthew Kimble
- Trevor Gagnon (V. F. : Eugène Christo-Foroux) : Richard « Ritchie » Campbell
- Emily Rutherfurd (en) (V. F. : Chantal Baroin) : « New » Christine Hunter
- Tricia O'Kelley (en) (V. F. : Rafaèle Moutier) : Marly Ehrhardt
- Alex Kapp Horner (V. F. : Véronique Desmadryl) : Lindsay Ehrhardt

### Acteurs récurrents et invités
- Wanda Sykes (V. F. : Françoise Vallon) : Barb
- Blair Underwood (V. F. : Bruno Dubernat) : Daniel Harris
- Amy Farrington (V. F. : Nathalie Regnier) : Ali
- Andy Richter (V. F. : Bernard Bollet) : Stan
- Matt Letscher (V. F. : Jean-François Pagès) : Burton
- Jamie Kaler (en) (V. F. : Éric Dories) : Hugh
- Scott Bakula (V. F. : Guy Chapellier) : Jeff Hunter
- Nancy Lenehan (v : Véronique Rivière) : Principale Marcie Nunley
- Jane Lynch : Ms. Hammond

## Épisodes

### Épisode 1:Solitaires, Solidaires
- États-Unis /  Canada : 18 septembre 2006 sur CBS / E![1]
- France : 5 février 2008 sur Canal+
- Belgique : 30 mars 2008 sur Plug RTL

- États-Unis : 12,01 millions de téléspectateurs (première diffusion)

- Blair Underwood (Mr. Harris)
- Lily Goff (Ashley)
- Marissa Blanchard (Kelsey)

### Épisode 2:Oui, non, peut-être…
- États-Unis : 25 septembre 2006 sur CBS
- France : 6 février 2008 sur Canal+
- Belgique : 6 avril 2008 sur Plug RTL

- États-Unis : 12,19 millions de téléspectateurs (première diffusion)

- Wanda Sykes (Barb)
- Scott Bakula (Jeff)
- Rachel Cannon (Denise)

### Épisode 3:L'Arbre généa-pas-logique
- États-Unis : 2 octobre 2006 sur CBS
- France : 7 février 2008 sur Canal+
- Belgique : 13 avril 2008 sur Plug RTL

- États-Unis : 13,59 millions de téléspectateurs (première diffusion)

- Scott Bakula (Jeff)
- Nancy Lenehan (Mrs. Nunley)

### Épisode 4:Crise de foi
- États-Unis : 9 octobre 2006 sur CBS
- France : 8 février 2008 sur Canal+
- Belgique : 20 avril 2008 sur Plug RTL

- États-Unis : 12,88 millions de téléspectateurs (première diffusion)

- Ed Begley Jr. (Pastor Ed)
- Mary Gross (Mrs. Orr)
- Benjamin Bryan (Benji)
- Brandon Patrick Connor (Man)

### Épisode 5:La Nouvelle Divorcée
- États-Unis : 16 octobre 2006 sur CBS
- France : 11 février 2008 sur Canal+
- Belgique : 27 avril 2008 sur Plug RTL

- États-Unis : 13,03 millions de téléspectateurs (première diffusion)

- Wanda Sykes (Barb)
- Anthony Holiday (Pete)

### Épisode 6:Le Champion
- États-Unis : 23 octobre 2006 sur CBS
- France : 12 février 2008 sur Canal+
- Belgique : 4 mai 2008 sur Plug RTL

- États-Unis : 12,1 millions de téléspectateurs (première diffusion)

- Andy Richter (Stan)
- Jennifer Baxter (Amy)

### Épisode 7:Flirt interdit
- États-Unis : 6 novembre 2006 sur CBS
- France : 13 février 2008 sur Canal+
- Belgique : 11 mai 2008 sur Plug RTL

- États-Unis : 11,47 millions de téléspectateurs (première diffusion)

- Wanda Sykes (Barb)
- Blair Underwood (Mr. Harris)
- Nancy Lenehan (Mrs. Nunley)
- Mary McDonough (Mrs. Wilhoite)
- Marissa Blanchard (Kelsey)
- Fred Maske (Waiter)

### Épisode 8:Fonds de tiroir
- États-Unis : 13 novembre 2006 sur CBS
- France : 14 février 2008 sur Canal+
- Belgique : 18 mai 2008 sur Plug RTL

- États-Unis : 11,87 millions de téléspectateurs (première diffusion)

Wanda Sykes (Barb)

### Épisode 9:Mission impossible
- États-Unis : 20 novembre 2006 sur CBS
- France : 15 février 2008 sur Canal+
- Belgique : 25 mai 2008 sur Plug RTL

- États-Unis : 11,48 millions de téléspectateurs (première diffusion)

### Épisode 10:Barb à la rescousse
- États-Unis : 27 novembre 2006 sur CBS
- France : 18 février 2008 sur Canal+
- Belgique : 1er juin 2008 sur Plug RTL

- États-Unis : 12,01 millions de téléspectateurs (première diffusion)

- Wanda Sykes (Barb)
- Amy Farrington (Ali)

### Épisode 11:Crash
- États-Unis : 11 décembre 2006 sur CBS
- France : 19 février 2008 sur Canal+
- Belgique : 8 juin 2008 sur Plug RTL

- États-Unis : 11,96 millions de téléspectateurs (première diffusion)

- Mary McDonough (Mrs. Wilhoite)
- Don Lake (Carl)
- Jamie Kaler (Hugh)

### Épisode 12:Fan de foot
- États-Unis : 8 janvier 2007 sur CBS
- France : 20 février 2008 sur Canal+
- Belgique : 15 juin 2008 sur Plug RTL

- États-Unis : 12,08 millions de téléspectateurs (première diffusion)

Blair Underwood (Mr. Harris)

### Épisode 13:Décalage horaire
- États-Unis : 15 janvier 2007 sur CBS
- France : 21 février 2008 sur Canal+
- Belgique : 22 juin 2008 sur Plug RTL

- États-Unis : 9,4 millions de téléspectateurs (première diffusion)

- Miranda Frigon (Tori)
- Aalok Mehta (Peter)
- Alex Splendore (Lutz)
- Eileen Fogarty (Liz)

### Épisode 14:Le Mec idéal
- États-Unis : 22 janvier 2007 sur CBS
- France : 22 février 2008 sur Canal+
- Belgique : 29 juin 2008 sur Plug RTL

- États-Unis : 12,81 millions de téléspectateurs (première diffusion)

Tate Hanyok (Waitress)

### Épisode 15:Nuits blanches à Mar Vista
- États-Unis : 12 mars 2007 sur CBS
- France : 25 février 2008 sur Canal+
- Belgique : 13 juillet 2008 sur Plug RTL

- États-Unis : 7,59 millions de téléspectateurs (première diffusion)

- Wanda Sykes (Barb)
- Matt Letscher (Burton)
- Tim Bagley (Dr Mike)

### Épisode 16:Frou-Frou et Cie
- États-Unis : 12 mars 2007 sur CBS
- France : 26 février 2008 sur Canal+
- Belgique : 20 juillet 2008 sur Plug RTL

- États-Unis : 8,34 millions de téléspectateurs (première diffusion)

- Charles Esten (Joe)
- Dennis Satterfield (Employee)
- Alen Lulu (Man)

### Épisode 17:Sauvez la planète
- États-Unis : 19 mars 2007 sur CBS
- France : 27 février 2008 sur Canal+
- Belgique : 27 juillet 2008 sur Plug RTL

- États-Unis : 6,74 millions de téléspectateurs (première diffusion)

- Wanda Sykes (Barb)
- Sandra Bernhard (Audrey)
- Patrick Breen (Edmund)
- Tara Karsian (Dot)
- Susan Dawkins (Woman)

### Épisode 18:Mails et Mâles
- États-Unis : 9 avril 2007 sur CBS
- France : 28 février 2008 sur Canal+
- Belgique : 3 août 2008 sur Plug RTL

- États-Unis : 7,69 millions de téléspectateurs (première diffusion)

- Wanda Sykes (Barb)
- Blair Underwood (Mr. Harris)
- Dave Foley (Tom)
- Jane Lynch (Ms. Hammond)
- Portia Realer (Regina)
- David Greenman (Waiter)

### Épisode 19:La confiance règne
- États-Unis : 16 avril 2007 sur CBS
- France : 29 février 2008 sur Canal+
- Belgique : 10 août 2008 sur Plug RTL

- États-Unis : 6,99 millions de téléspectateurs (première diffusion)

- James Curreri (Scott)
- Laura Carson (Ann)
- Eddie Diaz (Jesse)
- Kate Hollinshead (Woman)

### Épisode 20:L'Ex de ma vie
- États-Unis : 23 avril 2007 sur CBS
- France : 3 mars 2008 sur Canal+
- Belgique : 17 août 2008 sur Plug RTL

- États-Unis : 6,88 millions de téléspectateurs (première diffusion)

- Wanda Sykes (Barb)
- Amy Farrington (Ali)
- Matthew Glave (Ben)
- Rachel Harris (Claire)
- Stefan Marks (Bartender)

### Épisode 21:Mes amis, mes amours
- États-Unis : 30 avril 2007 sur CBS
- France : 4 mars 2008 sur Canal+
- Belgique : 24 août 2008 sur Plug RTL

- États-Unis : 7,32 millions de téléspectateurs (première diffusion)

- Wanda Sykes (Barb)
- Lily Goff (Ashley)
- Marissa Blanchard (Kelsey)
- Jane Lynch (Ms. Hammond)
- Josh Phillips (Seth)

### Épisode 22:L'Amour sans conséquence
- États-Unis : 7 mai 2007 sur CBS
- France : 5 mars 2008 sur Canal+
- Belgique : 31 août 2008 sur Plug RTL

- États-Unis : 7,82 millions de téléspectateurs (première diffusion)

- Wanda Sykes (Barb)
- Blair Underwood (Mr. Harris)
- Marty Ryan (Pharmacist)